# Karl Wertgartner
Karl Wertgartner – austriacki strzelec sportowy. 
Największym i zarazem jedynym dużym sukcesem Karla Wertgartnera był złoty medal mistrzostw świata z Zurychu z 1907 roku. Zajął pierwsze miejsce w strzelaniu z karabinu dowolnego stojąc z odl. 300 m, wyprzedzając bezpośrednio Jeana Reicha i Paula Van Asbroecka (Wergartner zdobył 320 punktów, a dwóch następnych zawodników 315). Był pierwszym Austriakiem, który zdobył złoty medal strzeleckich mistrzostw świata. 
Nigdy nie brał udziału w igrzyskach olimpijskich.